# Erholungsurlaubsverordnung
Die Erholungsurlaubsverordnung regelt die Erteilung eines kalenderjährlichen bezahlten Erholungsurlaubs für Bundesbeamte und Bundesrichter.
Daneben ist für bestimmte Einzelfälle auch Sonderurlaub nach der Sonderurlaubsverordnung (SUrlV) zu gewähren, teils mit Weiterzahlung der Dienstbezüge, teils ohne.
Die Erholungsurlaubsverordnungen der Länder enthalten entsprechende Regelungen für die Beamten des Landes, der Landkreise und der sonstigen der Aufsicht des Landes unterstehenden Körperschaften, Anstalten und Stiftungen des öffentlichen Rechts. Die Urlaubsverordnungen gelten jeweils für Richter im Landesdienst entsprechend.

## Bundesverordnung
Die Dauer des Jahresurlaubs beträgt gemäß § 5 Absatz 1 der Erholungsurlaubsverordnung des Bundes, deren regelmäßige Arbeitszeit auf 5 Tage in der Kalenderwoche verteilt ist, für jedes Urlaubsjahr 30 Arbeitstage.
Bei einer abweichenden Arbeitswoche ist ggf. eine andere Anzahl von Urlaubstagen zu gewähren. Schwerbehinderte Beamte erhalten zusätzlich den Schwerbehindertenzusatzurlaub von 5 Tagen.
Personen, die erst innerhalb des Kalenderjahres eingestellt werden, ihren Dienst beenden oder beurlaubt werden, erhalten nur anteilig die o. g. Urlaubsansprüche.
Der Urlaub ist seitens des Dienstherrn auf Antrag des Beamten so zu gewähren, dass die ordnungsgemäße Erledigung der Dienstgeschäfte nicht gefährdet wird. Der Beamte hat eine Urlaubsadresse zu hinterlassen, da im Falle dringender dienstlicher Notwendigkeit die Urlaubsgewährung widerrufen werden kann. Der Urlaub soll innerhalb des Kalenderjahres genommen werden, Urlaubsansprüche verfallen, wenn sie nicht innerhalb von 12 Monaten des folgenden Kalenderjahres genommen wurden.
Für Lehrer an Bundeswehrfachschulen sowie Professoren und Juniorprofessoren an Hochschulen wird der Urlaub mit der unterrichts- bzw. vorlesungsfreien Zeit abgegolten.

## Landesverordnungen
Bei Versetzung eines Beamten im Bundesland Schleswig-Holstein besteht das Problem, dass er nicht ausscheidet und somit die anteilige Urlaubsgewährung nicht zwingend greifen kann. In der Erholungsurlaubsverordnung für das Land Schleswig-Holstein gibt es keine Regelung über die Urlaubsgewährung bei Versetzung eines Beamten. Der Beamte hat jedoch je Kalenderjahr Anspruch auf Erholungsurlaub. Diesen Erholungsurlaub kann er bei dem alten oder neuen Dienstherrn beantragen. Es obliegt also den beiden Dienstherren, eine Regelung zu finden. Dieses kann über die einzuholende Einverständniserklärung zwecks Versetzung erfolgen. Die Einverständniserklärung kann mit einer Voraussetzung verknüpft werden, die dann eben die Urlaubsgewährung regeln könnte.
In den meisten Bundesländern ist auch der Sonderurlaub in der gleichen Verordnung wie der Erholungsurlaub geregelt. Nur die Länder Hamburg, Niedersachsen und Schleswig-Holstein  regeln diesen Tatbestand in separaten Vorschriften. Mecklenburg-Vorpommern wendet die SUrlV des Bundes an.